# Замок Каштелу-Менду
Каштелу-Менду (порт. Castelo de Castelo Mendo) — средневековый замок в Португалии. Расположен в приходе Каштелу-Менду, в поселке Алмейда, на северо-востоке страны. Когда-то был оборонительным сооружением на испано-португальской границе, занимая удобное положение на скалистом обрыве на высоте 762 м над уровнем моря, с которого открывался вид на долину реки Коа.